# E non sai
E non sai è un singolo di Alexia pubblicato nel 2009.

## La canzone
È il terzo singolo promozionale estratto dall'album Ale & c. del 2009 eseguito da Alexia e Madame Sisi, noto personaggio dell'ambiente omosessuale italiano.
Il brano racconta l'amore universale, quello che non segue nessun tipo di regole, ma che per questo si scontra con la società e con le regole da quest'ultima imposte. Un messaggio forte, la definizione dell'amore che va oltre i pregiudizi e le apparenze e che travolge tutto, ma che per questo può farci sentire deboli e fragili.
Esce in tutte le radio e network musicali il 9 ottobre, mentre il videoclip viene presentato ufficialmente a "Domenica cinque" il 18 ottobre.

## Il videoclip
Per la canzone è stato girato un videoclip, diretto da Marco Carlucci, con la stessa Alexia, Madame Sisi, l'attrice Anna Foglietta, l'attore Arthur Colombini e il ballerino Ilir Shaqiri. Quest'ultimo proveniente dal programma Amici di Maria De Filippi.
Il videoclip, contro l'omofobia, mostra Alexia, Madame Sisi e gli altri personaggi, all'interno di una sorta di "labirinto della mente". Il personaggio di Madame Sisi viene visto male da chi passeggia all'interno dei sentieri, questi ultimi soggetti principali della società attuale, ipocrita e ricca di pregiudizi. Il filmato termina con il gesto di una bambina che pone un fiore a Madame, metafora dell'accettazione di qualsiasi amore.

## Riconoscimenti
Il videoclip è stato premiato al "Roma Videoclip Festival".

## Curiosità
- Esiste anche la versione cantata solo da Alexia, contenuta nel precedente album Alè.
- Il video è stato girato a Monte Porzio Catone, all'interno del Barco Borghese.